# Life L190
A Life L190 egy Formula–1-es versenyautó, amit a Life csapat versenyeztetett az 1990-es Formula–1 világbajnokság során. Egyetlen autójukat Gary Brabham, majd Bruno Giacomelli vezette. Az autó hírhedt arról, mint a valaha volt egyik legrosszabb konstrukció, ami a sportágban versenyzett.

## Áttekintés
1988 elején Ernesto Vita megszerezte a Ferrari egykori mérnökének, Franco Rocchinak az egyedülálló, W12-es elrendezésű motorjának terveit. A cél az volt, hogy a motorokat saját maguk gyártják és más csapatok számára értékesítik, de az 1989-es idényben senkinek nem kellettek. Vita és Rocchi azt tervezték, hogy saját csapatot indítanak, hogy így mutassák meg a motorok versenyképességét, és így keltsék fel a potenciális ügyfelek figyelmét.
Így nevezett be a Life Racing az 1990-es Formula–1 világbajnokságra. Arra nem volt pénzük, hogy saját autót tervezzenek, ezért megvásárolták a FIRST F189-es autót, amelyet a FIRST Racing használt volna Judd-motorokkal az 1989-es idényben, de még a szezonkezdet előtt visszaléptek. Az autót csak annyira alakították át, hogy a saját motorjukat be tudja fogadni. Már az F189-es is egy elavult konstrukció volt, ugyanis az 1988-as March 88B alapjain készült, amit a Formula-3000-ben szándékoztak indítani. A Life L190 ránézésre is jobban emlékeztetett egy Formula-3000-es autóra, erről árulkodtak az alacsony oldaldobozok és a pilóta két oldalán található mélyebb bevágások, amelyek mögött félhold alakú légbeömlőnyílások voltak mindkét oldalon. 2780 mm-es tengelytávja is szokatlanul rövid volt, a nagy Life-motor miatt a hátsó rész pedig túlnyúlt a monocoque-on, ami aerodinamikailag volt hátrányos. Nem segítette a kezelhetőséget az sem, hogy az autó súlypontja magasan volt. A spanyol nagydíjtól, amikor visszaváltottak a Judd-motorokra, a motorborítás újra rövidebb lett.
Először és utoljára ebben az autóban volt található W12-es elrendezésű motor a sportág történetében. A különleges kialakítás lényege a három hengersor volt, mindegyikben négy hengerrel, amelyek egymással 60 fokos szöget zárnak be. A 3,5 literes motor fordulatszáma hivatalosan akár 13500 fordulat/perc is lehetett, amivel a legerősebb lehetett volna akkoriban - a gyakorlatban a percenkénti 9500 fordulatot is alig érte el. Mivel a Life nem adott információkat a motor erejéről, ezért csak korabeli becslések léteztek, mely szerint kb. 600 lóerőt tudhatott. Bruno Giacomelli versenyző azonban lesújtóbban nyilatkozott: szerinte a motor csak a felét tudta annak, mint a McLaren azévi Honda-motorjai, tehát legfeljebb 360 lóerőt, amivel egy Formula-3000-es autónál is gyengébb volt.
A Life-motor annyira gyatra volt, hogy a portugál nagydíjtól a csapat a Judd CV erőforrásokra váltott, amelyekhez eredetileg is tervezték a kasztnit. Ezzel a konstrukcióval azonban csak két versenyt futottak.
Az autó tömege is hatalmas volt, 530 kg, amivel a legnehezebb is volt az egész mezőnyben, legalábbis a hivatalos adatok szerint. Ez azonban a Judd-motorokkal lehetett nagyjából ennyi, a Life motorjai annyival nehezebbek voltak, hogy kb. 600 kg-ot nyomhatott az egész autó, tehát 100 kg-mal többet, mint a minimumtömeg.
Komoly probléma volt, hogy az autót még tervezője, Richard Divila sem találta versenyzésre alkalmasnak, mert tervezési hibákat fedezett fel, ami miatt szerinte életveszélyes volt a kasztni. A váz tervezési hibák miatt törékeny volt, ahogy a felfüggesztés is törésre hajlamos, ahogy a kormányoszlop is.
Az autó színe, a csapat olasz bázisára utalva, vörös színű lett.

## A szezon
Az idényt Gary Brabhammel kezdték meg, aki a második futamot követően otthagyta a csapatot, látva, hogy semmi esélyük az eredmények elérésére. A Life csapatnak, mivel újonc volt, az akkori szabályok szerint előkvalifikáción kellett részt vennie - a tizennégy alkalomból egyszer sem teljesítette ezt a csapat sikeresen. Voltak olyan esetek, amikor a konstrukció egyetlen kört sem bírt megtenni. Brazíliában alig hajtott ki az autó a boxutcából, meghibásodott a felfüggesztés, amit nem tudtak megjavítani, ezért a hétvége ott és akkor véget ért. Franciaországban az üzemanyagszivattyú hibásodott meg és etsek ki szintén az első körben. Olyan elképesztő esetek történtek meg a csapattal, mint miután átváltottak a Judd-motorokra, motorborítás nélkül akartak versenyezni. Ezt az FIA nem engedélyezte nekik, ezért fel kellett rakniuk a régi, még a W12-es motorhoz méretezett borítást, ami a portugál nagydíj prekvalifikációja közben egyszerűen menet közben leesett.
A lassú és nehéz autó egyetlen verseny, az USA nagydíj prekvalifikációja kivételével mindig utolsó lett (ez utóbbi is azért jött csak ossze, mert a Coloni csapat autója nem tudtt megtenni egy teljes kört). De már ezen a futamon is 32 másodperc hátrányban volt Brabham a futamra kvalifikáló időtől, és 37 másodpercre a pole pozíciós időtől. A következő futamokon is rendre 13-30 másodperc közti lemaradásuk volt mindenkihez képest. A spanyol nagydíjon volt egyedül több kört megtenni a csapat a Judd-motorral, de még ezzel is 18 másodperces hátrányuk volt. Ez a tempó pedig még a Formula-3000-be is kevés lett volna.

## Utóélete
Az autót Lorenzo Prandina gyűjtő vásárolta meg, aki teljesen felújíttatta és visszalakíttatta a W12-es elrendezésre. Már így mutatkozott be 2009-ben a Goodwood Festival of Speed rendezvényen.

## Eredmények
| Év   | Csapat      | Kasztni | Motor              | Gumik | Pilóták          | 1   | 2   | 3   | 4   | 5   | 6   | 7   | 8   | 9   | 10  | 11  | 12  | 13  | 14  | 15  | 16  | Pontok | Helyezés |
| ---- | ----------- | ------- | ------------------ | ----- | ---------------- | --- | --- | --- | --- | --- | --- | --- | --- | --- | --- | --- | --- | --- | --- | --- | --- | ------ | -------- |
| 1990 | Life Racing | L190    | Life F35 / Judd CV | G     |                  | USA | BRA | SMR | MON | CAN | MEX | FRA | GBR | GER | HUN | BEL | ITA | POR | ESP | JPN | AUS | 0      | -        |
| 1990 | Life Racing | L190    | Life F35 / Judd CV | G     | Gary Brabham     | NPK | NPK |     |     |     |     |     |     |     |     |     |     |     |     |     |     | 0      | -        |
| 1990 | Life Racing | L190    | Life F35 / Judd CV | G     | Bruno Giacomelli |     |     | NPK | NPK | NPK | NPK | NPK | NPK | NPK | NPK | NPK | NPK | NPK | NPK |     |     | 0      | -        |